# نیکول برگر
نیکول برگر (فرانسوی: Nicole Berger‎؛ ۱۲ ژوئن ۱۹۳۴ – ۱۳ آوریل ۱۹۶۷) بازیگر سینما و تئاتر اهل فرانسه بود. از فیلم‌هایی که وی در آنها نقش داشته‌است می‌توان به به پیانیست شلیک کن، تمام پسران را پاتریک صدا می‌زنند، محاصره خیابان سیدنی و هفت گناه کبیره اشاره کرد.